# Глухий ретрофлексний носовий
Глухий ретрофлексний носовий — приголосний звук, що існує в деяких мовах. У Міжнародному фонетичному алфавіті записується як ⟨ɳ̊⟩ («ɳ» зі знаком глухості).